# Drepanogynis arcuifera
Drepanogynis arcuifera là một loài bướm đêm trong họ Geometridae.